# Kayah (Volk)

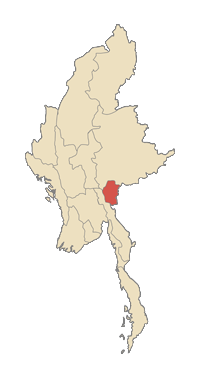
Der Kayah-Staat in Myanmar

Die Kayah, auch Karenni oder Rote Karen genannt, sind eine Untergruppe des Volks der Karen in Myanmar. Sie siedeln mehrheitlich im Kayah-Staat. Ihre Vorfahren wanderten wahrscheinlich von Südchina nach Myanmar ein. Ihre Sprache gehört zu den karenischen Sprachen und damit zur tibetobirmanischen Sprachenfamilie.
Unter britischer Verwaltung lebten die Kayah in einem weitgehend autonomen Staat, der 1947 der Union von Burma eingegliedert wurde. Aufgrund des anhaltenden Bürgerkriegs flüchteten jedoch ab den 1980er Jahren zahlreiche Kayah nach Thailand, wo sie zurzeit in UN-Flüchtlingscamps in der Nähe der thailändisch-myanmarischen Grenze untergebracht sind.

## Kultur

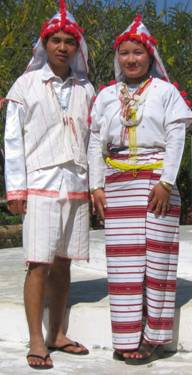
Kayan Lahta in traditioneller Tracht

Kayah glauben an eine Vielzahl von Geistern, die sich gut, schlecht oder indifferent zu den Menschen verhalten. Die Geister leben im Umfeld der Menschen und erhalten Opfergaben in Form von Fleisch und Alkohol. Wenn die Zukunft mit Hilfe der Geister vorausgesagt werden soll, erfolgt dies durch Betrachtung von Hühnerknochen, der Leber eines Schweins oder einer Kuh – ähnlich wie bei einem Eierorakel der Lahu in Nordthailand. Einige Rituale und eine eigene Ritualmusik dienen den Kayah dazu, sich stets der Nähe der Geister zu versichern. Über den Geistern existiert ein höchstes Wesen namens Ywa, das von den Menschen nicht direkt angesprochen werden kann und das auch keinen Einfluss auf sie ausübt.
Bei Jahresfesten und Geisterbeschwörungsritualen tritt ein Orchester mit mehreren Gongs auf, das ähnlich in vielen Dörfern Südostasiens vorkommt, sich jedoch im Musikstil von den anderen unterscheidet. Zu jedem Kayah-Dorf gehört ein eigener Satz von Musikinstrumenten, die sich in öffentlichem Besitz befinden. Besonders wertvoll und von magischer Bedeutung sind alte bronzene Kesselgongs mit vier Froschfiguren am oberen Rand (kloh, „Froschtrommel“). Ein typisches Ensemble besteht aus zwei in der Hand gehaltenen Buckelgongs, einem Paarbecken und einer langen schlanken Röhrentrommel. Tanzlieder zur Unterhaltung werden von Panflöten und eventuell einer zweifelligen Trommel begleitet.
Die Kayah besitzen einige Musikinstrumente aus Bambus. Es gibt zwei unterschiedlich große Holmxylophone mit etwa acht Klangstäben aus geschlitzten Bambusröhren. Die beiden Holme bestehen aus zu Bündeln gedrehtem Stoff. Andere, schrägt abgeschnittene Bambusröhren mit bestimmten Tonhöhen werden anstelle von Gongs gegeneinander geschlagen. Eine Röhrenzither, deren Saiten aus der äußeren Schicht der Bambusröhre herausgeschnitten wurden (also idiochord sind), heißt ting-tung. Sie entspricht in ihrer Bauart der chigring der Garo im äußersten Nordosten Indiens, der ostindonesischen sasando oder der valiha von Madagaskar.